# 沃夫岡·克勞塞維斯
沃夫岡·克勞塞維斯（德語：Wolfgang Klausewitz，1921年7月20日—2018年8月31日）是一名德國動物學家、魚類學家、海洋生物學家和生物史學家。

## 早年生活
克勞塞維斯出生於柏林。他在柏林就學，1941年被派往北非、法國和義大利當兵。1945年，他被美軍俘虜。1946年至1947年，他在戰地調查局工作。

## 職業生涯
1947年至1952年，克勞塞維斯在法蘭克福大學學習動物學、植物學、人類學和心理學，1952年獲得博士學位，導師是爬行動物學家羅伯特·梅滕斯。1948年，他與麗塔·威爾曼（Rita Willmann）結婚，威爾曼於1995年去世。1954年，他被任命為森根堡自然博物館魚類部負責人。1971年，他成為動物學一系（脊椎動物）主任，1980年成為博物館副館長。他於1987年退休，但仍活躍於魚類學和自然科學史領域作為榮譽退休人員。
克勞塞維斯參加過許多探險活動，包括1957年在漢斯·哈斯領導下進行的“Xarifa”探險。1975年至1983年，他擔任德意志博物館聯盟主席。
克勞塞維斯於2018年8月31日在巴特洪堡逝世，享年96歲。